# Рача (Прибој)
Рача је насеље у Србији у општини Прибој у Златиборском округу. Према попису из 2022. било је 1691 становника .

## Демографија
У насељу Рача живи 984 пунолетна становника, а просечна старост становништва износи 35,5 година (34,9 код мушкараца и 36,1 код жена). У насељу има 363 домаћинства, а просечан број чланова по домаћинству је 3,62.
Ово насеље је великим делом насељено Србима (према попису из 2002. године), а у последња три пописа, примећен је пораст у броју становника.
|  |

| Демографија | Демографија | Демографија |
| Година      | Становника  | Становника  |
| ----------- | ----------- | ----------- |
| 1948.       | 848         |             |
| 1953.       | 917         |             |
| 1961.       | 1.056       |             |
| 1971.       | 1.027       |             |
| 1981.       | 1.018       |             |
| 1991.       | 1.277       | 1.268       |
| 2002.       | 1.313       | 1.335       |

| Етнички састав према попису из 2002.‍ | Етнички састав према попису из 2002.‍ | Етнички састав према попису из 2002.‍ | Етнички састав према попису из 2002.‍ | Етнички састав према попису из 2002.‍ |
| ------------------------------------ | ------------------------------------ | ------------------------------------ | ------------------------------------ | ------------------------------------ |
|                                      |                                      |                                      |                                      |                                      |
| Срби                                 | Срби                                 |                                      | 1.291                                | 98,32%                               |
| Црногорци                            | Црногорци                            |                                      | 10                                   | 0,76%                                |
| непознато                            | непознато                            |                                      | 12                                   | 0,91%                                |

| Година пописа     | 1948. | 1953. | 1961. | 1971. | 1981. | 1991. | 2002. |
| ----------------- | ----- | ----- | ----- | ----- | ----- | ----- | ----- |
| Број домаћинстава | 144   | 150   | 216   | 227   | 241   | 324   | 363   |

| Број чланова      | 1  | 2  | 3  | 4   | 5  | 6  | 7 | 8 | 9 | 10 и више | Просек |
| ----------------- | -- | -- | -- | --- | -- | -- | - | - | - | --------- | ------ |
| Број домаћинстава | 30 | 62 | 70 | 118 | 42 | 30 | 5 | 2 | 4 | 0         | 3,62   |

| Пол    | Укупно | Неожењен/Неудата | Ожењен/Удата | Удовац/Удовица | Разведен/Разведена | Непознато |
| ------ | ------ | ---------------- | ------------ | -------------- | ------------------ | --------- |
| Мушки  | 532    | 171              | 343          | 16             | 2                  | 0         |
| Женски | 530    | 127              | 341          | 57             | 3                  | 2         |
| УКУПНО | 1.062  | 298              | 684          | 73             | 5                  | 2         |

| Пол    | Укупно                    | Пољопривреда, лов и шумарство | Рибарство                            | Вађење руде и камена | Прерађивачка индустрија       |
| ------ | ------------------------- | ----------------------------- | ------------------------------------ | -------------------- | ----------------------------- |
| Мушки  | 221                       | 16                            | 0                                    | 0                    | 108                           |
| Женски | 81                        | 8                             | 0                                    | 0                    | 25                            |
| УКУПНО | 302                       | 24                            | 0                                    | 0                    | 133                           |
| Пол    | Производња и снабдевање   | Грађевинарство                | Трговина                             | Хотели и ресторани   | Саобраћај, складиштење и везе |
| Мушки  | 6                         | 13                            | 16                                   | 4                    | 30                            |
| Женски | 0                         | 2                             | 16                                   | 5                    | 4                             |
| УКУПНО | 6                         | 15                            | 32                                   | 9                    | 34                            |
| Пол    | Финансијско посредовање   | Некретнине                    | Државна управа и одбрана             | Образовање           | Здравствени и социјални рад   |
| Мушки  | 0                         | 1                             | 22                                   | 3                    | 1                             |
| Женски | 0                         | 1                             | 5                                    | 7                    | 7                             |
| УКУПНО | 0                         | 2                             | 27                                   | 10                   | 8                             |
| Пол    | Остале услужне активности | Приватна домаћинства          | Екстериторијалне организације и тела | Непознато            | Непознато                     |
| Мушки  | 0                         | 0                             | 0                                    | 1                    | 1                             |
| Женски | 1                         | 0                             | 0                                    | 0                    | 0                             |
| УКУПНО | 1                         | 0                             | 0                                    | 1                    | 1                             |